# Kommouna
Kommouna (en russe : Коммуна) est le nom d'un bateau ravitailleur de sous-marins ainsi qu'un navire de sauvetage de sous-marin de la Flotte maritime militaire de Russie. Il peut également être qualifié de dock flottant.
Lancé en 1913 sous le nom de Volkhov, il a servi dans la marine impériale russe puis la marine soviétique pendant les deux guerres mondiales. Il est utilisé pendant l'invasion de l'Ukraine par la Russie, notamment pour des recherches sur l'épave du croiseur Moskva le 22 avril 2022. Deux ans plus tard, les forces ukrainiennes affirment l'avoir frappé avec un missile, le 21 avril 2024.

## Description

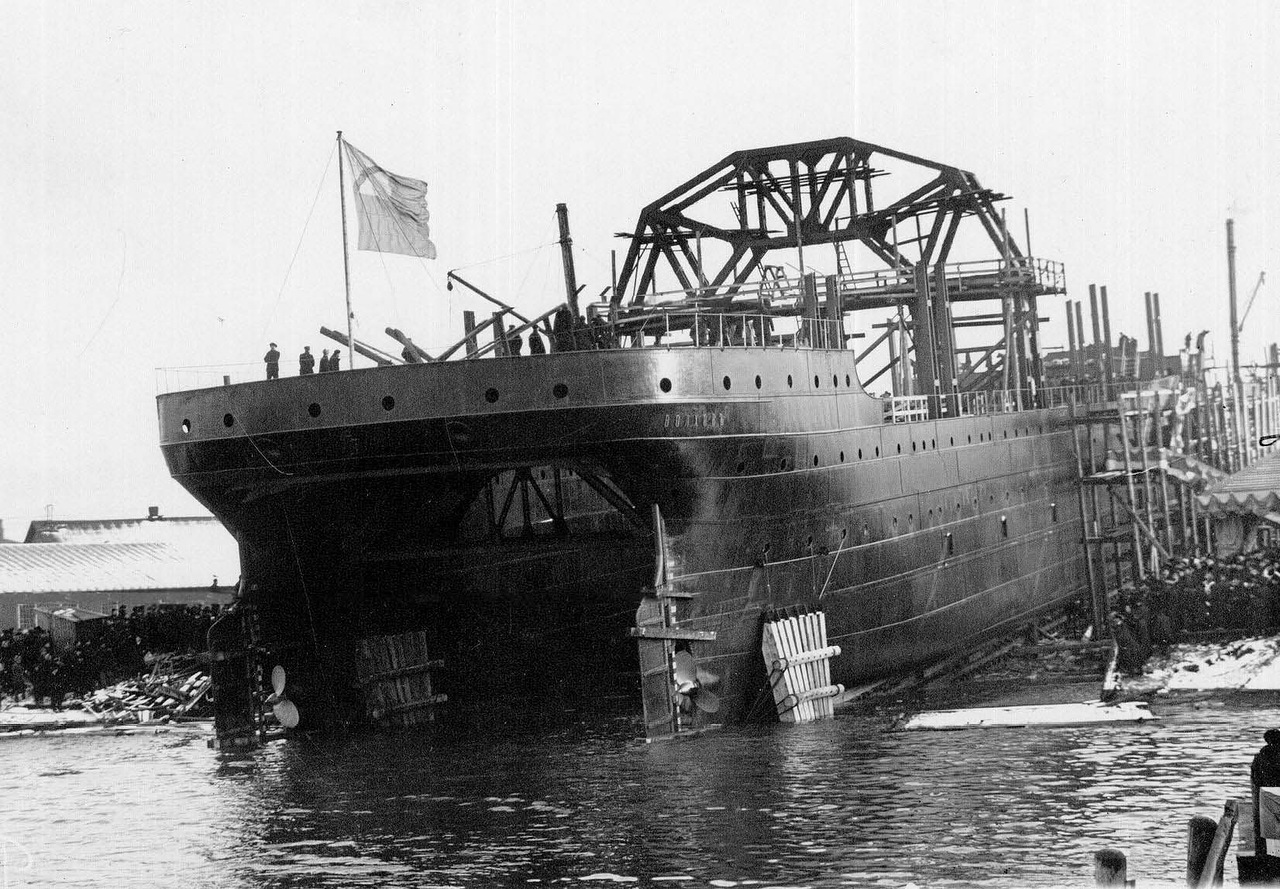
Lancement du navire le 17 novembre 1913.

Il s'agit d'un catamaran, le premier de ce type construit en Russie, destiné au sauvetage de sous-marins construit par l'Empire russe sous licence basé sur le SMS Vulkan de la marine impériale allemande conçu par la Howaldtswerke-Deutsche Werft.
À l'origine, il peut emporter 10 torpilles, 50 tonnes de fioul et peut loger 60 sous-mariniers pour le ravitaillement de petits sous-marins à propulsion Diesel.
L'espace libre traversant permet à un sous-marin en semi-immersion d'accéder au centre du bateau et d'être soulevé par une grue.

## Historique
Le 5 mai 1912, le contrat de construction du navire est conclu, le nom d'origine est Volkhov. Mi-novembre 1912, le montage commence sur la cale de halage du chantier naval de Poutilov. En novembre 1913, le navire est lancé. Cependant, à la suite du déclenchement de la Première Guerre mondiale, les tests de réception ne commencent qu'au printemps 1915.

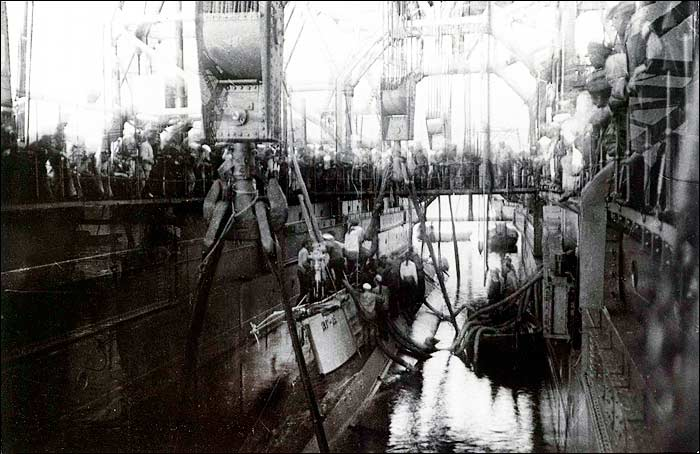
Renflouement du sous-marin AG-15, en 1917.

Le 15 juin 1915, il entre au service de la marine impériale russe dans la Flotte de la Baltique, il est basé d'abord à Reval (Tallinn). Le navire est utilisé aux fins prévues à l'été 1917, lorsque le sous-marin russe AG-15 de la classe American Holland a sombré avec une trappe ouverte dans les eaux d'Åland au cours d'une plongée d'entraînement à 13,5 m de profondeur. Malgré le fait qu'une forte tempête perturbe les opérations de sauvetage, le 16 juin (29), les grues de Volkhov soulèvent le bateau.
Le 31 décembre 1922, il est utilisé par la Marine soviétique qui lui donne le nom de Kommouna en référence à la Commune de Paris. Au milieu de 1928, il récupère le sous-marin britannique HMS L55 coulé le 9 juin 1919 par deux destroyers soviétiques à une profondeur de 62 m dans le golfe de Finlande. Durant le siège de Leningrad, il est utilisé pour récupérer les véhicules passant sur le lac gelé Ladoga et divers bateaux coulés dans le port. Tous les membres d'équipage reçoivent après la levée du siège la médaille pour la Défense de Léningrad.
En 1954, il est modernisé au chantier naval Schelde aux Pays-Bas. En 1957, il est utilisé pour le renflouement du M-256, un sous-marin de la classe Quebec, dans le golfe de Finlande.
Depuis 1967, il est stationné dans la base navale de Sébastopol au sein de la flotte de la Mer Noire. Trop petit pour relever les sous-marins russes les plus récents, il sert désormais de navire de soutien pour les opérations de secours. En 1984, il est modernisé de nouveau en Crimée.
Le piano à bord qui date de 1914 a été restauré. En 2018, Kommouna, qui est à cette date le plus vieux navire militaire en activité au monde, est équipé depuis 2009 d'un Saab Seaeye Panther-XT Plus, un submersible britannique sans équipage télécommandé capable d'explorer des objets à une profondeur maximale de 1 000 m.
En avril 2022, lors de l’invasion russe de l'Ukraine, le navire est déployé après le naufrage du croiseur lance-missiles Moskva. L'épave du navire amiral de la flotte de la mer Noire, coulé à 130 km au large d'Odessa, repose à environ 50 mètres de profondeur,. La taille du navire, qui a coulé en un seul morceau, rend son renflouage quasi-impossible. Le Kommuna aurait aidé à récupérer des armes, des corps et d'autres matériels sensibles susceptibles d'intéresser des puissances étrangères,.
Le 21 avril 2024, la marine ukrainienne déclare avoir frappé un navire à Sébastopol occupée et affirme qu’il s'agit du Kommouna, il s'agit alors de la plus ancienne unité navigante militaire opérationnelle dans le monde.
Une imagerie satellitaire effectuée après cette frappe ne montre aucun dégât apparent sur le navire, les autorités d'occupation russes ne signalant qu'un départ de feu mineur.

## Navires comparables
- Kanguro